# 23900 Urakawa
23900 Urakawa è un asteroide della fascia principale. Scoperto nel 1998, presenta un'orbita caratterizzata da un semiasse maggiore pari a 2,7852308 UA e da un'eccentricità di 0,0340136, inclinata di 3,26386° rispetto all'eclittica.